# 国鉄9150形蒸気機関車
9150形は、かつて日本国有鉄道の前身である鉄道作業局・鉄道院（官設鉄道）に在籍したテンダー式蒸気機関車である。

## 概要
当時の鉄道作業局神戸工場で、汽車監察方を務めていたお雇いイギリス人、リチャード・フランシス・トレビシック(R. F. Trevithick)の指揮により、同工場で製作された、官設鉄道初の車軸配置2-8-0（1D＝コンソリデーション）形の勾配線用機関車である。信越線横川 - 軽井沢間（碓氷峠）に次ぐ急勾配の存在する奥羽南線福島 - 米沢間（板谷峠）で使用するため計画されたものであるが、部品をイギリスから輸入したり、工場が機関車の修繕や組み立てで忙殺されていたこともあり、完成までに3年を要した。1900年（明治33年）6月に漸く2両が完成し、F1形（550, 551）とされた。このうち551は、1903年（明治36年）に大阪で開催された第5回内国勧業博覧会に、ドイツ・マッファイ社製のマレー式タンク機関車（後の4500形）や汽車製造製のA10形同形機（台湾総督府鉄道へ納入）とともに展示された。
その後、1904年（明治37年）8月に増備機4両の製造に着手、1906年（明治39年）に完成して552 - 555となった。さらに1908年（明治40年）には4両が増備されて556 - 559とされ、本形式は計10両が製造された。1909年（明治42年）に制定された鉄道院の車両形式称号規程では9150形（9150 - 9159）に改められた。

## 構造
日本初の国産機関車であるA9形（後の860形）以来のジョイ式弁装置や上付き式のシリンダ弁室、裾広がり形状の煙室前板などを備える、R・F・トレビシックの流儀による形態を持つ機関車である。本形式は、当時のイギリスの勾配線用機関車の様式に則って、テンダー機関車でありながら側水槽を備えているのが特徴である。これは、航続距離を伸ばすためというよりも、水槽内に水を満たすことによって、その重量を粘着性の向上に向けるためのものである。また、勾配線用であることから、標準装備である真空ブレーキの他に反圧ブレーキを装備しており、そのための蒸気吐出管が煙突に付設されている。
1900年製の2両は、炭水車が3軸固定式であったが、1906年以降の増備車は2軸固定式となって全軸距が114mm短縮された。1908年の増備車は従来歩み板上にあった砂箱が、ボイラー上の煙突と蒸気ドームの間に移され、円筒形のものが装備されている。
1914年（大正3年）からは、大宮工場において動輪径を152mm大きい1245mm（2120形と同径）のものと交換し、蒸気圧力を上げる改造が行なわれた。この改造は9157を皮切りに、全車に対して施工されている。1916年（大正5年）には、2軸炭水車をもつ9152 - 9159に対して水槽容量の増大（7.86m3→9.83m3）が実施された。

### 主要諸元
9150，9151の諸元を示す。/以降は動輪交換後の諸元。
- 全長：14964mm / 15053mm
- 全高：3702mm / 3813mm
- 軌間：1067mm
- 車軸配置：2-8-0(1D)
- 動輪直径：1092mm(3'7") / 1250mm(4'1")
- 弁装置：ジョイ式ウェッブ形
- シリンダー（直径×行程）：457mm×559mm
- ボイラー圧力：10.5kg/cm2 / 12.7kg/m2
- 火格子面積：1.72m2 / 1.71m2
- 全伝熱面積：110.0m2 / 110.6m2
  - 煙管蒸発伝熱面積：100.2m2
  - 火室蒸発伝熱面積：9.8m2 / 10.3m2
- ボイラー水容量：3.7m3 / 4.0m3
- 小煙管（直径×長サ×数）：45mm×3353mm×214本
- 機関車運転整備重量：48.54t / 49.48t
- 機関車空車重量：40.99t / 43.38t
- 機関車動輪上重量（運転整備時）：41.43t / 43.43t
- 機関車動輪軸重（最大・第2動輪上）：10.58t / 11.53t
- 炭水車運転整備重量：20.87t / 22.98t
- 炭水車空車重量：10.58t
- 水タンク容量：11.12m3 / 11.0m3
- 燃料積載量：2.58t

## 経歴
本形式は落成後、東部鉄道管理局に配属され奥羽南線の板谷峠でB6形やF2形（後の9200形）とともに使用された。その後、F2形に追われる形で東海道線の箱根越え区間（現在の御殿場線）に転じ、9750形等のマレー式機関車が登場するまでの間、同区間の後押し用補助機関車として使用された。
9150 - 9153は一時北海道に転じて池田庫に配置されたが、晩年は平庫に配置されて常磐線で一般貨物列車の牽引に使用された。1925年（大正14年）9月に全車が一斉に廃車されたが、民間への払下げや保存されたものはなかった。